# Carico alare
Il carico alare WL, espresso in N/m² ma ancora diffusamente in kg/m², uno dei principali fattori nel progetto di un velivolo, è definito come il rapporto tra il peso del velivolo e la superficie alare. Infatti l'obiettivo principale nella costruzione di un aereo, sta proprio nel vincere il suo peso attraverso l'aumento di portanza, tenendo conto anche dell'aumento della resistenza.

## Esempi
- Piper PA-28-161, massa massima al decollo 1105 kg, superficie alare 15,8 m², carico alare massimo 70 kg/m², minimo 38,8 kg/m², velocità massima 233 km/h, di crociera 195 km/h, velocità di stallo circa 90 km/h.
- General Dynamics F-16 Fighting Falcon, massa massima al decollo 16.057 kg, superficie alare 27,87 m², carico alare massimo circa 576 kg/m², minimo 257 kg/m², velocità massima 2.173 km/h